# 千里駒似海花介
千里駒似海花介（学名：Parabythocythere chienlichui）为深海花介科似海花介屬下的一个种。